# Encore Series 2002
Encore Series 2002 is een serie opnames van de concerten van de Britse rockband The Who. De individuele albums zijn opgenomen in 2002 tijdens hun tour door Noord-Amerika. Bassist John Entwistle was overigens niet meer te horen op een van deze opnames, omdat hij op 27 juni 2002 in Las Vegas - aan de vooravond van de Amerikaanse tour - zijn laatste adem uitblies als gevolg van zijn jarenlange drugsgebruik in combinatie met zijn zwakke hart. Hij werd vervangen door de Welshman Pino Palladino. The Who deed toen 23 plaatsen aan, waarvan de concerten alle geregistreerd zijn en als dubbel-cd (of de hele tournee in een boxset) zijn uitgebracht. Het idee bleek zo ingenieus dat The Who besloot om het door te voeren tijdens de wereldtournee van 2004 en de tournee door Europa en Noord-Amerika.